# Walter Grunwald
Walter Grunwald (* 4. September 1919 in Berlin-Pankow; † 22. März 2000 in Berlin) war ein Verfolgter des Naziregimes und Überlebender des Ghettos Theresienstadt. Nach der nationalsozialistischen Rassentheorie war er ein „jüdischer Mischling“, da sein Vater aus einer jüdischen Familie stammte, seine Mutter aber aus einer evangelischen. Dieser Status gewährte ihm allerdings auch einen gewissen Schutz vor Verfolgungen durch die Nationalsozialisten, bevor er dann doch 1943 verhaftet und nach Theresienstadt deportiert wurde. Er überlebte das Lager – nicht zuletzt auch aufgrund seiner handwerklichen Fähigkeiten, die ihm freiwillige Meldungen zu Arbeitseinsätzen in Außenkommandos ermöglichten. Seine Autobiographie vermittelt einen authentischen Eindruck gerade auch von den Lebens- und Arbeitsbedingungen in diesen Außenkommandos.

## Die Familie
Walters Großvater väterlicherseits, der „kaisertreue“ Isidor Grunwald (1853–1925), war von 1888 bis zu seinem Tod der Leiter des Jüdischen Waisenhauses in Berlin-Pankow. Er und seine 1903 verstorbene Frau Nanny (geborene Braun) hatten vier Kinder, die Jungen Max und Georg sowie die Mädchen Else und Anna. Georg (* 20. Januar 1881 in Leobschütz) war der Vater von Walter.:S. 4 Anna Grunwald heiratete Max Blumenfeld († 1935), der der Nachfolger seines Schwiegervaters als Leiter des Waisenhauses geworden war; Anna konnte nach dem Tod ihres Mannes nach Palästina emigrieren. Else Grunwald, war mit Albert Silberberg verheiratet, von 1896 bis 1930 Leiter der Israelitischen Gartenbauschule Ahlem.:S. 8 Max Grunwald war mit einer Arierin verheiratet, mit der er in Düsseldorf lebte. Nach der Verabschiedung der Nürnberger Rassengesetze ließ sich seine Frau von ihm scheiden. Damit entfiel für Max Grunwald ein minimaler Schutz, den er als Jude in einer sogenannten Mischehe gehabt hatte. Er wurde im Sommer 1942 nach Theresienstadt deportiert, wo er mit seinem Neffen Walter zusammentraf. „Wie ich ihn  traf, erkannte er  mich nicht und konnte mit mir, auch nach meinen Erklärungen, nichts anfangen. Er war völlig apathisch und konnte kaum sprechen. Er starb in Theresienstadt kurz nach meinem Zusammentreffen mit ihm.“:S. 58
Walter Grunwalds Vater war ausgebildeter Apotheker und „als Oberapotheker im Majorsrang“ Teilnehmer am Ersten Weltkrieg. 1918 heiratete er Paula Kosak (* 23. Oktober 1891), die aus einer  Handwerkerfamilie stammte.

„Mein Vater gehörte formell der jüdischen Religion an, meine Mutter war evangelisch, sehr zum Missvergnügen meines Großvaters, der lieber eine jüdische Schwiegertochter im Hause gesehen  hätte. Er musste sich schließlich damit abfinden, da Vater in keiner Weise nachgab. Soviel ich später erfahren habe, gab es sehr viele Kontroversen, da mein Großvater von seinem Sohn verlangte, mehr Rücksicht auf ihn als Beamten der Jüdischen Gemeinde zu nehmen. Mein Vater hatte in dieser Beziehung eine andere Auffassung. Er hatte zu dem jüdischem Glauben kaum direkte Bindungen, was sich in seiner späteren Einstellung zur Religion auch erwies. Es wurde mir niemals richtig erklärt, warum er diesen Standpunkt vertreten hat.“

Vor diesem Hintergrund ist es wenig verwunderlich, dass Walter Grunwald bekannte: „Meine spätere Erziehung in Religionsfragen war dementsprechend, sie hatten keine besondere Bedeutung für mich.“:S. 8

## Schulzeit und Ausbildung
Walter Grunwald besuchte ab Ostern 1926 eine katholische Volksschule in Pankow und ab 1930 das Heinrich-Schliemann-Gymnasium (Berlin).:S. 9 Die relativ wohlhabenden Eltern, zu denen er ein gutes und herzliches Verhältnis hatte:S. 11, ermöglichten ihm eine weitgehend unbeschwerte Kindheit, die nur durch häufige Krankheiten beeinträchtigt wurde. Nach dem 30. Januar 1933  hatte er „durch den Umschwung keine Schwierigkeiten, für mich ging alles so weiter wie bisher“.:S. 13 Seine nicht-jüdischen Freunde und deren Eltern ließen ihn nicht im Stich.
Eine starke Veränderung für Walter Grunwald resultierte 1934 nicht aus den veränderten politischen Verhältnissen, sondern aus seiner angegriffenen Gesundheit. Nach einer leichten Lungenentzündung war der behandelnde Arzt der Meinung, dass nur ein durchgreifender Klimawechsel, ein Aufenthalt in wärmeren Regionen, zur Gesundung des Jungen führen könne. In dieser Situation erhielten Walters Eltern erste Informationen über das noch in der Gründung begriffene Landschulheim Florenz. Wie der Kontakt zu Werner Peiser zustande gekommen war, berichtete Grunwald nicht, doch für seine Eltern war ein Aufenthalt ihres Sohnes in Florenz eine realistische Option. Walter beendete in Berlin noch die  Obertertia, und Mitte Juni 1934 fuhren er und seine Eltern nach Florenz, um das Landschulheim, das sich damals noch in Fiesole befand, in Augenschein zu nehmen.:S. 13 Der Eindruck war so gut, dass die Eltern ihren Sohn gleich dort ließen und ihm seine Sachen erst später nachschickten.:S. 15
Walter Grunwald war einer der ersten Schüler des Landschulheims, wurde aber extern unterrichtet. Vom Herbst 1934 an besuchte er „eine italienische höhere Schule in der Stadt“, an der er Im März 1936 seine „Reifeprüfung nach italienischem System“ ablegte und im gleichen Monat noch nach Berlin zurückkehrte.:S. 17
In Berlin wurde Walter Grunberg mit der veränderten politischen Situation und der Ausgrenzung der Juden konfrontiert. Aufgrund seiner jüdischen und arischen Großeltern und der Tatsache, dass er nicht kirchlich getauft
war, wurde er in der Folge der Nürnberger Rassegesetze als Geltungsjude eingestuft. Die unmittelbare Folge war zunächst einmal, dass er nicht, wie gehofft, ein Maschinenbaustudium  an der Technischen Hochschule aufnehmen durfte. Als Ausweg blieb eine  Architektur- und Designausbildung an der privaten Reimann-Schule. Das praxisorientierte Studium setzte voraus, dass er parallel zum Studium auch ein Praktikum in einer Werkstätte ableisten musste, wodurch er zusätzlich noch eine Ausbildung als Möbeltischler in der jüdischen Möbelfabrik Richard Hecht & Co absolvierte. Ein von Grunwald hochgelobter Lehrer war der Architekt und Innenarchitekt Fritz August Breuhaus de Groot, der anscheinend trotz seiner eigenen Kunstschule „Contempora“ auch noch an der Reimann-Schule unterrichtete.:S. 20 Über seine dreijährige Ausbildung, die er Anfang 1939 mit dem Diplom als  Innenarchitekt und der Gesellenprüfung abschloss:S. 27, resümierte er:

„Die dreijährige Ausbildung, praktisch sowie theoretisch, war eine harte und arbeitsame Zeit, an die ich mich trotzdem gerne erinnere. Ich lernte sehr viel, wusste aber noch nicht, dass dieser erlernte Beruf mir einmal das Leben retten würde.“

Durch einen Ausbildungskollegen wurde Grunwald auch Mitglied im Ruderverein Welle-Poseidon, dessen Mitgliedschaft „zu einem wesentlichen Teil aus Mitgliedern jüdischen Glaubens bestand“. Der Verein musste sich im Februar 1939 zwangsweise selbst liquidieren, wurde aber nach dem Ende des Zweiten Weltkriegs wieder aktiv. Grunwald nahm im Juni 1994 am hundertjährigen Jubiläum des Vereins teil „und traf ca. 40 alte Kameraden, die mir bis auf sehr wenige völlig aus dem Gedächtnis gefallen waren, Kameraden, die durch rechtzeitige Auswanderung in die ganze Welt dem Terror des Naziregimes entgangen sind. Leider waren es auch sehr viele, die der Naziherrschaft zum Opfer fielen.“:S. 20 f.
Während der Zeit seiner Ausbildung war Grunwald und seine Familie zunehmend den sich verstärkenden Repressalien des Staates gegen die jüdische Bevölkerung ausgesetzt. Im Gegensatz zu ihm erwogen seine Eltern – trotz vorhandener Möglichkeiten – nie die Auswanderung, und er beugte sich in dieser Frage seinen Eltern. Nach dem 1. September 1939 war es dann für derartige Überlegungen endgültig zu spät.:S. 29 f.

## Die ersten Kriegsjahre
Es gab noch aktive Freundeskreise, Möglichkeiten, „den steigenden Verfolgungen einigermaßen Stand zu halten“, und Zeit, um sich „trotz Diskriminierung und anderer willkürlichen Maßnahmen […] mit etwas erfreulicheren Dingen zu beschäftigen.“:S. 30 Er arbeitete weiter bei der Firma Hecht, wurde dann aber ab März 1941 zu Zwangsarbeiten „als Kohlenschipper und Träger“ herangezogen.:S. 31 Dank des Vermieters seiner Eltern, eines NSDAP-Mitglieds, wurde er aber bald an eine Holzbaufirma vermittelt, die Barackenteile herstellte. „Für mich war diese Arbeit nach dem Kohlenschippen wie ein Paradies.“:S. 33
„Wir waren jung, wir wollten unser Leben noch etwas genießen, wir setzten uns bewusst über viele Verordnungen hinweg, wussten vielleicht auch nicht, dass wir mit dem Feuer spielten.“:S. 30 Das Leben nach diesem Motto ging trotz immer neuer Repressalien und Ausgrenzungen lange Zeit gut. Grunwald hatte im Sommer 1940 eine junge Frau kennengelernt, Steffi Blum (* 14. März 1921 in Berlin), und die beiden heirateten am 23. Juli 1942.:S. 38 Das Glück der beiden währte jedoch nicht lange. Am 1. März 1943 besuchten sie ein Lokal auf dem Kurfürstendamm. Es war ein unbedachter Akt des Aufbegehrens gegen die bedrückenden Lebensverhältnisse.

„Wir fühlten uns wohl, wir dachten nicht an die Gegenwart, es war, als lebten wir in einer sehr tiefen Narkose. Nach allem Elend wollten wir auf andere Gedanken kommen. Es dauerte aber nicht sehr lange, bis wir rau und bestimmt in die Wirklichkeit zurückversetzt wurden.“

Walter und Steffi Grunwald wurden im Lokal Opfer einer Gestapo-Razzia, wurden verhaftet und anschließend getrennt abtransportiert. Grunwald sah seine Frau nie wieder. Steffi (Stefanie) Grunwald wurde am 4. März 1943 nach Auschwitz deportiert und kam dort um. Walter Grunwald kam in das Sammellager im Jüdischen Altersheim in der
Großen Hamburger Straße, von wo aus er am 17. März 1943 nach Theresienstadt deportiert wurde.:S. 52

## Theresienstadt
Aus 1.164 Personen bestand der Transport, mit dem Walter Grunwald nach Theresienstadt gebracht wurde, wo er etwa vier Wochen blieb und auch auf Verwandte traf, die das Ghetto nicht überlebten oder von hier aus nach Auschwitz deportiert wurden. Er selber hatte Glück und wurde mehrfach in Außenkommandos abkommandiert, die ihm bessere Überlebenschancen boten als der Lageraufenthalt in Theresienstadt. Seine Erfahrungen dort hat er sehr ausführlich in seinem autobiographischen Bericht Erlebtes beschrieben. Seine darin festgehaltenen Erinnerungen decken sich weitgehend mit den formalen Darstellungen im Theresienstadt Lexikon: Außenkommandos/Arbeitskommandos. Im Detail abweichende Darstellungen von ihm, so z. B. über die Dauer der Einsätze und die Anzahl der eingesetzten Häftlinge, resultieren vermutlich aus Erinnerungslücken, stellen aber nicht die Authentizität von Grunwalds Erinnerungen in Frage. Insgesamt durchlief er drei Außenkommandos.
- Ende April 1943 kam Grunwald in ein Außenkommando, das für Lina Heydrich auf deren Landsitz Jungfern Breschan bis Februar 1944 Zwangsarbeit leisten musste.[1]:S. 58 ff. Die Lebens- und Arbeitsbedingungen in Jungfern Breschan, auch die Verpflegung, waren trotz der langen Arbeitstage und dem ausgeprägten Antisemitismus der Schlossherrin deutlich besser als in Theresienstadt. Die Gefangenen konnten Pakete empfangen, erhielten so Unterstützung von außen und konnten gelegentlich sogar von Angehörigen besucht werde. Auch Grunwalds Eltern konnten ihren Sohn mit Paketen unterstützen, und zweimal erhielt er Besuch von seiner Mutter – kleine Bestechungsgeschenke für die SS-Leute machten es möglich.[1]:S. 63 f-

Nach 10 Monaten Außenkommando wurden Grunwald und seine Kameraden Anfang Februar 1944 nach Theresienstadt zurückbeordert, wo er zunächst zu einer Außenarbeit beim Straßenbau eingesetzt wurde. Die körperliche Arbeit dort war hart, aber sie war verbunden mit Sonderzuteilungen an Essen.
- Ende Februar 1944 erfuhr Grunwald, dass Freiwillige als Fachleute und Handwerker für den „Barackenbau Zossen“ gesucht wurden, und Grunwald meldete sich, da er nach seinen Erfahrungen in Jungfern Breschan für sich bessere Chancen in einem Außenkommando sah, statt in Theresienstadt zu verbleiben. So kam es zu seinem Einsatz in Wulkow (Neuhardenberg)[6], wo er unter dem Kommando des SS-Mannes Franz Stuschka am Bau  einer Barackenstadt mitwirken musste, die als Ausweichlager für das in Berlin von Bombenangriffen bedrohte Reichssicherheitshauptamt dienen sollte.[1]:S. 66 ff. Für Grunwald erwies sich SS-Obersturmführer Franz Stuschka „als ein Sadist von gröbsten Format, ein Schläger von übelster Sorte“.[1]:S. 69 Am  2. Februar 1945 wurde das Außenkommando Wulkow wegen der näher rückenden Roten Armee evakuiert und die Häftlinge in einer achttägigen Zugfahrt abermals zurück nach Theresienstadt gebracht.[1]:S. 79 ff.
- Am 12. März 1945 wurde Grunwald erneut zu einem Außeneinsatz abkommandiert, diesmal nach Schnarchenreuth, wo er und seine Kameraden, vorwiegend ehemalige Wulkower, wiederum unter dem Kommando von Franz Stuschka, das dortige Rittergut als Ausweichquartier für die Gestapo herrichten sollten.[1]:S. 83 ff. Am 22. April 1945 begann allerdings schon die Rückverlegung nach Theresienstadt, wobei jeweils 25 Gefangene einen schweren Leiterwagen ziehen mussten, ohne zu wissen, was sie im Schnitt 30 Kilometer täglich transportierten (wie sich später herausstellte: Waffen und Munition). „Am späten Abend, es war der 29. April 1945, kamen wir in Theresienstadt an. Für mich war es das vierte Mal innerhalb von zwei Jahren, durch die Tore der Kasematten zu kommen. Bei einer späteren Berechnung unseres Marschweges stellte ich fest, dass wir als ‚Pferde‘ zweier schwer beladener Leiterwagen 240 - 250 Kilometer innerhalb von 8 Tagen gelaufen sind.“[1]:S. 85 Das Theresienstadt Lexikon spricht zwar lediglich von einem 195 km langen Rückweg der Gefangenen ab etwa Mitte April und deren Ankunft nach sechs Tagen, am 20. April 1945, doch dürfte das für die erlittenen Qualen von Grunwald und seinen Kameraden keinen großen Unterschied bedeutet haben.

## Nach der Befreiung
Wenige Tage nach der Rückkehr nach Theresienstadt erlebte Grunwald hier die Befreiung durch die Rote Armee. Er hatte 26 Monate Haft überlebt. Nach einer über das Lager verhängten sechswöchigen Quarantäne wegen Typhusgefahr konnte er nach Berlin zurückkehren, wo er seine Eltern wieder traf, die die NS-Zeit ebenfalls überlebt hatten. Doch trotz der Freude über das Wiedersehen stand für Walter Grunwald fest, dass er nicht in Deutschland bleiben wollte.:S. 92 Um seine künftigen Chancen zu verbessern, entschloss er sich zur Ablegung der Meisterprüfung als Möbelschreiner und erhielt am 15. Juni 1946 seinen Meisterbrief. Sein dafür gefertigtes Meisterstück verblieb „47 Jahre […] im ehemaligen Ostberlin, da unter dem DDR-Regime keine Möglichkeit für eine Ausfuhr bestand. Heute steht der Schrank in bester Verfassung wieder in unserer Wohnung, auch die Werkzeichnung ist noch erhalten.“:S. 95
Grunwald nahm nach der Meisterprüfung mehrere Stellen in der Möbelproduktion an, heiratete im Dezember 1946 zum zweiten Mal (die Ehe wurde 1959 geschieden) und verfolgte weiterhin seine Auswanderungspläne. „Durch Zufall erfuhren wir, dass Facharbeiter nach Schweden gesucht wurden. Ich stellte die Gesuche an die schwedischen Einwanderungsbehörden, wir bekamen eine Zusage und ich konnte meinen lange ersehnten Wunsch erfüllen, legal mein Geburtsland zu verlassen. Am 12. Dezember 1947 betraten wir zum ersten Mal schwedischen Boden.“:S. 96 f. 1954 wurde Grunwald schwedischer Staatsbürger.
Grunwald hat in seinem späteren Leben nahezu alle in seinem Leben bedeutsamen Orte besucht. Dazu zählte das ehemalige Landschulheim in Florenz ebenso wie die drei Orte, in denen er in Außenkommandos stationierte war. Wiedergutmachung für seine Verfolgung und seine Zwangsverpflichtungen hat er offensichtlich nicht angestrebt. in der Wiedergutmachungs-Datenbank im Landesarchiv Berlin ist unter dem Namen Walter Grunwald nur ein Antrag zu finden, den er von seinem damaligen schwedischen Wohnort Huddinge aus gestellt hat. Als Geschädigte wird dort seine erste Frau, Stefanie Grunwald, genannt und als Schadensgründe „Sparguthaben.- Gold, Silber, Schmuck.- Pelze.- Radio.- Wohnungseinrichtung.- Judenvermögensabgabe“. Anträge für die Eltern sind ebenfalls nicht in der Datenbank verzeichnet.
Neben seinen alten Kameraden aus dem Ruderverein Welle-Poseidon blieb Grunwald auch in Kontakt zu ehemaligen Mithäftlingen, vor allem zu den ehemaligen Wulkowern. Er nahm an Gedenkveranstaltungen teil und besuchte als Zeitzeuge auch Schulen. Die Herausgeber seiner Erinnerungen schrieben über ihn:

„Liest man seine Lebensgeschichte, die körperlichen und seelischen Qualen und den Abgrund an massenhafter Niedertracht, den er durchleiden musste, war Walter Grunwald, so wie wir ihn kennenlernen durften, ein Phänomen, den seine Erfahrungen nicht verbittern und hart werden ließen, sondern der Mensch geblieben war und es sich zur Aufgabe gemacht hatte, gerade Jugendlichen in seiner früheren Heimat von seinen Erlebnissen zu berichten, um sie gegen Tendenzen zu imprägnieren, die ihn, seine Leidensgenossen und schließlich ganz Deutschland ins Unglück gestürzt haben. Während eines Besuches in Berlin, der auch diesem Zweck dienen sollte, ist Herr Grunwald am 22. März 2000 gestorben.“

Kurz zuvor hatte Walter Grunwald gerade noch die Niederschrift seiner Erinnerungen fertiggestellt.:S. 101